# Jean-Michel Jaquet
Pour les articles homonymes, voir Jaquet.
Jean-Michel Jaquet, né le 8 novembre 1950 à La Chaux-de-Fonds et mort le 11 juillet 2022 dans la même ville, est un artiste-peintre suisse,,.

## Biographie
Jean-Michel Jaquet, après des études d’arts graphiques à Genève (1968-1971), se consacre essentiellement à son univers pictural.
Depuis 1973, il expose régulièrement en Suisse et à l’étranger. À la suite de séjours en France et en Égypte, il retourne en Suisse en 1999, où il vit et travaille à Corsier-sur Vevey.
En 2003, un livre, Euphorie, dans la collection « Les Cahiers dessinés », dirigée par Frédéric Pajak, lui est consacré. Préfacé par Michel Tournier et publié par les éditions Buchet Chastel, cet ouvrage compte près de 200 reproductions couleur qui couvrent une trentaine d’années de travail de Jean-Michel Jaquet.
En 2020, il s’installe à la Chaux-de-Fonds, sa ville natale où il résidera jusqu'à sa mort en 2022.
Son travail a fait l’objet d’expositions en Suisse et à l’étranger et figure dans de nombreuses collections publiques et privées.
Mme Magali Prod’hom Jaquet, sa deuxième épouse, l'a accompagné durant sa vie personnelle et artistique en prenant les rôles d'agente, scénographe et iconographe.

## Sources
- « Jean-Michel Jaquet », sur la base de données des personnalités vaudoises sur la plateforme « Patrinum » de la Bibliothèque cantonale et universitaire de Lausanne.
- « Jean-Michel Jaquet », sur SIKART Dictionnaire sur l'art en Suisse.
- "L'Imbécile" novembre 2004, no 7, p. 63
- "Des bonheurs fragiles", Thierry Luterbacher, Le Passe-muraille, 2003, n°58, octobre, p. 12